# Alex Etel
Alexander Nathan "Alex" Etel, född 19 september 1994 i Manchester, är en brittisk (engelsk) före detta skådespelare. Han är mest känd för att spela två respektive huvudroller i filmerna Millions och Vattenhästen, som släpptes år 2004 och 2007.
Etel föddes som det mellersta barnet till föräldrarna Nicholette Etel och Jason Hartley. Han gick under sin skoltid på Lum Head Primary School i förorten Gatley i staden Stockport, belägen strax sydost om födelseorten Manchester. Hans senaste skådespelarinsats var under år 2010, och sedan dess har han dessvärre inte bidragit med fler sådana insatser.
Sedan år 2015 lever Etel i en relation med Laura Reid, som han började dejta i september samma år. I september 2021 förlovade sig paret, efter att ha varit tillsammans i sex år. År 2023 föddes dessutom deras första gemensamma barn, en son.

## Filmografi (i urval)
| År        | Film              | Roll              | Noter |
| --------- | ----------------- | ----------------- | --- |
| 2004      | Millions          | Damian Cunningham | Nominerad till en British Independent Film Award för mest lovande nykomling Nominerad till en Critics' Choice Award för bästa unga skådespelare Nominerad till en Saturn Award för bästa prestation av en yngre skådespelare |
| 2007      | Vattenhästen      | Angus MacMorrow   | Nominerad till en Young Artist Award för bästa framträdande i en långfilm - ledande ung skådespelare Nominerad till en Saturn Award för bästa prestation av en yngre skådespelare                                            |
| 2007–2009 | Cranford          | Harry Gregson     | Miniserie på TV (7 avsnitt) |
| 2009      | From Time to Time | Tolly             | |